# UFC on ESPN: Reyes vs. Weidman
UFC on ESPN: Reyes vs. Weidman (conosciuto anche come UFC on ESPN 6) è stato un evento di arti marziali miste tenuto dalla Ultimate Fighting Championship il 18 ottobre 2019 al TD Garden di Boston negli Stati Uniti.

## Risultati
|                          | Divisione               |                 |                 |                   | Metodo                                      | Round           | Tempo           | Premio          |
| Card Principale          | Card Principale         | Card Principale | Card Principale | Card Principale   | Card Principale                             | Card Principale | Card Principale | Card Principale |
| ------------------------ | ----------------------- | --------------- | --------------- | ----------------- | ------------------------------------------- | --------------- | --------------- | --------------- |
|                          | Pesi mediomassimi       | Dominick Reyes  | batte           | Chris Weidman     | KO (pugni)                                  | 1               | 1:43            | POTN            |
|                          | Pesi piuma              | Yair Rodríguez  | batte           | Jeremy Stephens   | Decisione unanime (29–28, 29–28, 29–28)     | 3               | 5:00            | FOTN            |
|                          | Pesi massimi            | Greg Hardy      | vs.             | Ben Sosoli        | No Contest (ribaltamento)                   | 3               | 5:00            |                 |
|                          | Pesi leggeri            | Joe Lauzon      | batte           | Jonathan Pearce   | KO tecnico (pugni)                          | 1               | 1:33            |                 |
|                          | Pesi mosca femminili    | Maycee Barber   | batte           | Gillian Robertson | KO tecnico (pugni)                          | 1               | 3:04            |                 |
|                          | Catchweight (188.5 lbs) | Darren Stewart  | batte           | Deron Winn        | Decisione non unanime (29–28, 28–29, 29–28) | 3               | 5:00            |                 |
| Card Preliminare (ESPN2) |                         |                 |                 |                   |                                             |                 |                 |                 |
|                          | Catchweight (148 lbs)   | Charles Rosa    | batte           | Manny Bermudez    | Sottomissione (armbar)                      | 1               | 2:46            | POTN            |
|                          | Pesi mosca femminili    | Molly McCann    | batte           | Diana Belbițǎ     | Decisione unanime (30–26, 30–26, 30–26)     | 3               | 5:00            |                 |
|                          | Pesi piuma              | Sean Woodson    | batte           | Kyle Bochniak     | Decisione unanime (30–26, 30–27, 30–27)     | 3               | 5:00            |                 |
|                          | Pesi gallo              | Randy Costa     | batte           | Boston Salmon     | KO tecnico (pugni)                          | 1               | 2:15            |                 |
|                          | Pesi welter             | Sean Brady      | batte           | Court McGee       | Decisione unanime (29–28, 30–27, 30–27)     | 3               | 5:00            |                 |
|                          | Pesi medi               | Brendan Allen   | batte           | Kevin Holland     | Sottomissione (rear-naked choke)            | 2               | 3:38            |                 |
|                          | Pesi massimi            | Tanner Boser    | batte           | Daniel Spitz      | Decisione unanime (30–27, 30–27, 30–27)     | 3               | 5:00            |                 |

## Premi
I lottatori premiati ricevettero un bonus di 50.000 dollari.
Legenda:
- FOTN: Fight of the Night (vengono premiati entrambi gli atleti per il miglior incontro dell'evento)
- POTN: Performance of the Night (viene premiato il vincitore per la migliore performance dell'evento)